# Fabian Ax Swartz
Fabian Ax Swartz (12 febbraio 2004) è uno sciatore alpino svedese.

## Biografia
Specialista delle prove tecniche fratello di Alexander, a sua volta sciatore alpino, e attivo dal gennaio del 2021, Fabian Ax Swartz ha esordito in Coppa Europa il 22 febbraio 2022 ad Almåsa in slalom speciale, senza completare la prova, e ai successivi Mondiali juniores di Panorama 2022 ha vinto la medaglia d'argento nella medesima specialità; sempre in slalom speciale ha debuttato in Coppa del Mondo, il 18 novembre 2023 a Gurgl senza completare la prova, e ha conquistato il primo podio in Coppa Europa, il 17 dicembre successivo in Val di Fassa (3º). Ai Mondiali juniores di Alta Savoia 2024 ha vinto la medaglia di bronzo nello slalom gigante e il 5 febbraio dello stesso anno ha conquistato la prima vittoria in Coppa Europa, a Gstaad in slalom speciale. Ai Mondiali di Saalbach-Hinterglemm 2025, sua prima presenza iridata, ha vinto la medaglia di bronzo nella gara a squadre, si è classificato 29º nello slalom gigante e non ha completato lo slalom speciale; ai successivi Mondiali juniores di Tarvisio 2025 ha conqusitato la medaglia di bronzo nello slalom gigante. Non ha preso parte a rassegne olimpiche.

## Palmarès

### Mondiali
- 1 medaglia:
  - 1 bronzo (gara a squadre a Saalbach-Hinterglemm 2025)

### Mondiali juniores
- 3 medaglie:
  - 1 argento (slalom speciale a Panorama 2022)
  - 2 bronzi (slalom gigante ad Alta Savoia 2024; slalom gigante a Tarvisio 2025)

### Coppa del Mondo
- Miglior piazzamento in classifica generale: 101º nel 2025

### Coppa Europa
- Miglior piazzamento in classifica generale: 10º nel 2024
- 6 podi:
  - 1 vittoria
  - 5 terzi posti

#### Coppa Europa - vittorie
| Data            | Località | Paese    | Specialità |
| --------------- | -------- | -------- | ---------- |
| 5 febbraio 2024 | Gstaad   | Svizzera | SL         |

Legenda:

SL = slalom speciale

### Nor-Am Cup
- Miglior piazzamento in classifica generale: 19º nel 2022
- 1 podio:
  - 1 vittoria

#### Nor-Am Cup - vittorie
| Data             | Località | Paese       | Specialità |
| ---------------- | -------- | ----------- | ---------- |
| 15 febbraio 2022 | Burke    | Stati Uniti | SL         |

Legenda:

SL = slalom speciale

### South American Cup
- Miglior piazzamento in classifica generale: 68º nel 2025
- 2 podi:
  - 2 vittorie

#### South American Cup - vittorie
| Data           | Località     | Paese     | Specialità |
| -------------- | ------------ | --------- | ---------- |
| 12 agosto 2025 | Cerro Castor | Argentina | GS         |
| 14 agosto 2025 | Cerro Castor | Argentina | SL         |

Legenda:

GS = slalom gigante

SL = slalom speciale

### Campionati svedesi
- 4 medaglie:
  - 2 ori (slalom speciale nel 2023; slalom gigante nel 2025)
  - 1 argento (slalom speciale nel 2024)
  - 1 bronzo (slalom gigante nel 2022)